# Mv (Unix)
mv（英語：move）是类Unix操作系统中移动单个或多个文件或目录的命令。一般在移动操作之后，原来的文件或目录不能再次访问。移动后的文件名可以与原来相同（只要不与原文件在相同目录中），也可以不同。当需要移动的文件和新文件位于同一文件系统上时，mv命令只是将原始文件重命名来达到移动的效果。操作要求拥有需要被修改目录的写入权限。

## 与已存在文件的冲突
当文件将被移动时，若目标目录含有与原始文件同名的文件，则目标文件将被删除。如果已存在的目标文件并没有写权限，但它的所在目录拥有写权限，则mv命令在移动前请求用户确认操作（当mv在终端中执行时）。但是使用 -f (强制) 选项来移动时，mv命令会跳过用户确认环节而直接执行移动。

## 移动行为

### 选项
大多数版本的mv命令支持以下选项：
- -h 帮助模式，显示支持的附加选项。 使用man mv命令可以查看在你所使用的操作系统中mv命令支持的详细参数选项。
- -i 交互模式，在将要覆盖一个已存在文件之前在标准错误中输出提示，若用户回答以'Y'或'y'字母开头，则覆盖操作将继续执行（覆盖此选项之前的-f和-n选项）。
- -n 不覆盖已存在的文件。（覆盖此选项之前的-f和-i选项）。
- -f 强制模式，强制覆盖目标文件（覆盖此选项之前的-i和-n选项）。
- -v 详述模式，在移动文件（或目录）后列出它们的名字。

附加选项（可以使用命令 man mv 以查看详情）：
- -u 更新选项，也就是只在原始文件比目标文件新或目标文件不存在时执行移动。
- -b 备份选项，使用一个~作为后缀来备份已存在的目标文件。

## 示例
将'myfile'重命名为'myoldfilename'：
```
mv
 
myfile
 
myoldfilename

```

从当前目录移动'myfile'到用户家目录：
```
 
mv
 
myfile
 
~/myfile

```

将'myfile'移动到相对路径位置'subdir/myfile'：
```
 
mv
 
myfile
 
subdir/myfile
     

 
mv
 
myfile
 
subdir
            
# 此命令与前一命令作用相同，但不指明目标文件的文件名（暗示使用相同的文件名）

```

将'myfile'移动到子目录'subdir',并改名为'myfile2'：
```
 
mv
 
myfile
 
subdir/myfile2

```

移动'be.03'文件到已挂载目录'/mnt/bkup'的子目录'bes'中（原文件将在移动完成后被删除）：
```
 
mv
 
be.03
 
/mnt/bkup/bes

```

移动多个文件到'mydir'（这些文件是'afile' 'another' '/home/yourdir/yourfile'）：
```
 
mv
 
afile
 
another
 
/home/yourdir/yourfile
 
mydir

```

将以'Jun'开头的文件都移到'bkup/06'目录中，并输出被移动文件的详细清单：
```
 
mv
 
-v
 
Jun*
 
bkup/06

```

查看关于mv命令的简单帮助，包括命令语法：
```
 
mv
 
--help

```

查看mv命令的手册页：
```
 
man
 
mv

```

## 外部参考
- mv（页面存档备份，存于）: move files - Commands & Utilities Reference, The Single UNIX® Specification, Issue 7 from The Open Group mv
- mv(1)（页面存档备份，存于）: move (rename) files – Linux User Commands Manual